# Raphael Gualazzi
Raphael Gualazzi (Urbino, 11 november 1981) is een Italiaanse zanger.

## Biografie
Gualazzi is actief sinds 2005. Hij nam deel aan verscheidene Europese jazzfestivals. In 2009 kreeg hij een platencontract. Dat resulteerde in een debuutalbum onder de titel Reality and fantasy in 2011. Hij studeerde aan het Conservatorium van Parijs.
In 2011 nam hij deel aan het Festival van San Remo. Dit jaar nam Italië voor het eerst sinds 1997 weer deel aan het Eurovisiesongfestival. Een speciale jury zou beslissen wie Italië mocht vertegenwoordigen. Uiteindelijk viel de keuze op Gualazzi met zijn nummer Follia d'amore. Hij won tevens de jongerencompetitie op het Festival van San Remo.
Op het Eurovisiesongfestival 2011 mocht Gualazzi meteen meedoen in de finale, omdat Italië een van de vijf grote landen is die aan het festival meedoen. In die finale eindigde Gualazzi op de tweede plaats met 189 punten, waarvan 99 van de televoting en 251 van de vakjury.

## Discografie

### Album
- 2005 – Love Outside the Window
- 2011 – Reality and Fantasy
- 2013 – Happy Mistake
- 2016 – Love Life Peace

### Singles
| Single met eventuele hitnotering(en) in de Nederlandse Top 40 | Datum van verschijnen | Datum van binnenkomst | Hoogste positie | Aantal weken | Opmerkingen              |
| ------------------------------------------------------------- | --------------------- | --------------------- | --------------- | ------------ | ------------------------ |
| Madness of love                                               | 2011                  | -                     |                 |              | #90 in de Single Top 100 |

| Single met hitnotering(en) in de Vlaamse Ultratop 50 | Datum van verschijnen | Datum van binnenkomst | Hoogste positie | Aantal weken | Opmerkingen |
| ---------------------------------------------------- | --------------------- | --------------------- | --------------- | ------------ | ----------- |
| Madness of love                                      | 2011                  | 21-05-2011            | tip33           | -            |             |

1956: Franca Raimondi + Tonina Torrielli · 
1957: Nunzio Gallo · 
1958: Domenico Modugno · 
1959: Domenico Modugno · 
1960: Renato Rascel · 
1961: Betty Curtis · 
1962: Claudio Villa · 
1963: Emilio Pericoli · 
1964: Gigliola Cinquetti · 
1965: Bobby Solo · 
1966: Domenico Modugno · 
1967: Claudio Villa · 
1968: Sergio Endrigo · 
1969: Iva Zanicchi · 
1970: Gianni Morandi · 
1971: Massimo Ranieri · 
1972: Nicola di Bari · 
1973: Massimo Ranieri · 
1974: Gigliola Cinquetti · 
1975: Wess & Dori Ghezzi · 
1976: Al Bano & Romina Power · 
1977: Mia Martini · 
1978: Ricchi e Poveri · 
1979: Matia Bazar · 
1980: Alan Sorrenti · 
1983: Riccardo Fogli · 
1984: Alice & Battiato · 
1985: Al Bano & Romina Power · 
1987: Umberto Tozzi & Raf · 
1988: Luca Barbarossa · 
1989: Anna Oxa & Fausto Leali · 
1990: Toto Cutugno · 
1991: Peppino di Capri · 
1992: Mia Martini · 
1993: Enrico Ruggeri · 
1997: Jalisse · 
2011: Raphael Gualazzi · 
2012: Nina Zilli · 
2013: Marco Mengoni · 
2014: Emma Marrone · 
2015: Il Volo · 
2016: Francesca Michielin · 
2017: Francesco Gabbani · 
2018: Ermal Meta & Fabrizio Moro · 
2019: Mahmood · 
2021: Måneskin · 
2022: Mahmood & Blanco · 
2023: Marco Mengoni · 
2024: Angelina Mango · 
2025: Lucio Corsi
- Bibliothèque nationale de France: cb16504702f (data)
- Gemeinsame Normdatei: 1017098670
- International Standard Name Identifier: 0000 0003 6602 9802
- Library of Congress Control Number: n2018027686
- MusicBrainz: c1632225-6c93-436d-9b13-8e7bc22acb94
- Nationale Bibliotheek van Polen: a0000003581937
- Istituto Centrale per il Catalogo Unico: TO0V594251
- Système universitaire de documentation: 170094812
- Virtual International Authority File: 266291086
- WorldCat: E39PBJyGVc8XvH6dqYRBtGvvHC